# Kamenný Most
Kamenný Most (en allemand : Steinbruck, littéralement « pont de pierre ») est une commune du district de Kladno, dans la région de Bohême-Centrale, en Tchéquie. Sa population s'élevait à 422 habitants en 2020.

## Géographie
Kamenný Most se trouve à 8 km à l'ouest de Kralupy nad Vltavou, à 14 km au nord-est de Kladno et à 25 km au nord-ouest du centre de Prague.
La commune est limitée par Velvary au nord, par Neuměřice à l'est, par Slatina au sud, et par Zvoleněves et Žižice à l'ouest.

## Histoire
La première mention écrite de la localité date de 1088.